# Dyskografia Juvenile’a
Dyskografia amerykańskiego rapera Juvenile’a zawiera dziewięć studyjnych albumów, pięć kolaboracji, dwie kompilacje oraz listę singli.

## Albumy

### Studyjne
| Rok  | Tytuł | Pozycja | Pozycja  | Pozycja  | RIAA certyfikacje |
| Rok  | Tytuł | U.S.    | U.S. R&B | U.S. Rap | RIAA certyfikacje |
| ---- | --- | ------- | -------- | -------- | ----------------- |
| 1995 | Being Myself - Wydany: 7 lutego 1995 - Wytwórnia: Warlock - Format: CD, kaseta, digital download              | —       | 30       | *        |                   |
| 1997 | Solja Rags - Wydany: 13 maja 1997 - Wytwórnia: Cash Money - Format: CD, kaseta, digital download              | —       | 55       | *        |                   |
| 1998 | 400 Degreez - Wydany: 9 listopada 1998 - Wytwórnia: Cash Money - Format: CD, kaseta, digital download         | 9       | 2        | *        | 4x Platyna        |
| 1999 | Tha G-Code - Wydany: 13 grudnia 1999 - Wytwórnia: Cash Money - Format: CD, kaseta, digital download           | 10      | 1        | *        | Platyna           |
| 2001 | Project English - Wydany: 21 sierpnia 2001 - Wytwórnia: Cash Money/UTP - Format: CD, kaseta, digital download | 2       | 2        | *        | Złoto             |
| 2003 | Juve the Great - Wydany: 23 grudnia 2003 - Wytwórnia: Cash Money/UTP - Format: CD, LP, digital download       | 28      | 4        | *        | Platyna           |
| 2006 | Reality Check - Wydany: 7 marca 2006 - Wytwórnia: Atlantic/UTP - Format: CD, LP, DualDisc, digital download   | 1       | 1        | 1        | Złoto             |
| 2009 | Cocky & Confident - Wydany: 1 grudnia 2009 - Wytwórnia: Atlantic/UTP/E1 - Format: CD, LP, digital download    | 49      | 7        | 3        |                   |
| 2010 | Beast Mode - Wydany: 6 lipca 2010 - Wytwórnia: UTP/E1 - Format: CD, LP, digital download                      | 58      | 13       | 9        | Platyna           |

### Współpraca
| Rok  | Album | Pozycja | Pozycja |
| Rok  | Album | US      | US R&B  |
| ---- | --- | ------- | ------- |
| 1997 | Get It How U Live! (z Hot Boys) - Wydany: 28 października 1997 - Wytwórnia: Cash Money - Format: CD, LP    | —       | 37      |
| 1999 | Guerrilla Warfare (z Hot Boys) - Wydany: 27 lipca 1999 - Wytwórnia: Cash Money, Universal - Format: CD, LP | 5       | 1       |
| 2002 | Gotta Get It (z JT the Bigga Figga) - Wydany: 2 października 2002 - Wytwórnia: Get Low Recordz/UTP         | —       | —       |
| 2003 | Let 'Em Burn (z Hot Boys) - Wydany: 25 marca 2003 - Wytwórnia: Cash Money, Universal - Format: CD, LP      | 14      | 3       |
| 2004 | The Beginning of the End... (z Wacko & Skip) - Wydany: 18 maja 2004 - Wytwórnia: Rap-A-Lot/UTP             | 122     | 17      |

### Kompilacje
| Rok  | Album                                                                                        | Pozycja |
| Rok  | Album                                                                                        | US R&B  |
| ---- | -------------------------------------------------------------------------------------------- | ------- |
| 2000 | Playaz of Da Game - Wydany: 26 września 2000 - Wytwórnia: D-3 - Format: CD, digital download | 78      |
| 2004 | The Greatest Hits - Wydany: 19 października 2004 - Label: Cash Money/UTP                     | —       |

### Ścieżka dźwiękowa
| Rok  | Tytuł                                                                                          | Pozycja | Pozycja |
| Rok  | Tytuł                                                                                          | US      | US R&B  |
| ---- | ---------------------------------------------------------------------------------------------- | ------- | ------- |
| 2000 | Baller Blockin' (z Cash Money Millionaires) - Wydany: 12 września 2000 - Wytwórnia: Cash Money | 13      | 2       |

## Single
| Rok  | Utwór                                                              | Pozycja | Pozycja  | Pozycja  | RIAA certyfikacja | Album             |
| Rok  | Utwór                                                              | U.S.    | U.S. R&B | U.S. Rap | RIAA certyfikacja | Album             |
| ---- | ------------------------------------------------------------------ | ------- | -------- | -------- | ----------------- | ----------------- |
| 1999 | "Ha"                                                               | 68      | 16       | 11       | —                 | 400 Degreez       |
| 1999 | "Back That Thang Up" (featuring Lil Wayne & Mannie Fresh)          | 19      | 5        | 9        | —                 | 400 Degreez       |
| 1999 | "Follow Me Now"                                                    | —       | 63       | —        | —                 | 400 Degreez       |
| 2000 | "U Understand"                                                     | 83      | 27       | —        | —                 | Tha G-Code        |
| 2001 | "Set It Off"                                                       | 65      | 19       | 18       | —                 | Project English   |
| 2001 | "Momma Got Ass"                                                    | 65      | 27       | —        | —                 | Project English   |
| 2003 | "In My Life" (featuring Mannie Fresh)                              | 46      | 18       | 13       | —                 | Juve the Great    |
| 2004 | "Slow Motion" (featuring Soulja Slim)                              | 1       | 2        | 1        | Złoto             | Juve the Great    |
| 2004 | "Bounce Back" (featuring Birdman)                                  | —       | 85       | —        | —                 | Juve the Great    |
| 2006 | "Rodeo"                                                            | 41      | 12       | 7        | Złoto             | Reality Check     |
| 2006 | "What's Happenin'"                                                 | —       | 56       | 25       | —                 | Reality Check     |
| 2006 | "Way I Be Leanin'" (featuring Mike Jones, Paul Wall, Skip & Wacko) | —       | 118      | —        | —                 | Reality Check     |
| 2009 | "Gotta Get It"                                                     | —       | 53       | 23       | —                 | Cocky & Confident |
| 2010 | "Drop That Thang"                                                  | —       | 74       | —        | —                 | Beast Mode        |

### Kolaboracyjne single
| Rok  | Utwór                                | Pozycja na liście | Pozycja na liście | Pozycja na liście | Album                       |
| Rok  | Utwór                                | US                | US R&B            | US Rap            | Album                       |
| ---- | ------------------------------------ | ----------------- | ----------------- | ----------------- | --------------------------- |
| 1999 | "I Need a Hot Girl" (z the Hot Boys) | 65                | 23                | —                 | Guerrilla Warfare           |
| 1999 | "We on Fire" (z the Hot Boys)        | —                 | 49                | 32                | Guerrilla Warfare           |
| 2004 | "Nolia Clap" (z Wacko & Skip)        | 31                | 9                 | 9                 | The Beginning of the End... |

### Inne notowane single
| Rok  | Utwór                                  | Pozycja  | Album         |
| Rok  | Utwór                                  | U.S. R&B | Album         |
| ---- | -------------------------------------- | -------- | ------------- |
| 2000 | "I Got That Fire" (feat. Mannie Fresh) | 62       | Tha G-Code    |
| 2005 | "Sets Go Up" (feat. Wacko)             | 113      | Reality Check |

### Gościnnie
| Rok  | Utwór                                                                  | Pozycja | Pozycja  | Pozycja  | Album                      |
| Rok  | Utwór                                                                  | U.S.    | U.S. R&B | U.S. Rap | Album                      |
| ---- | ---------------------------------------------------------------------- | ------- | -------- | -------- | -------------------------- |
| 1999 | "Tha Block Is Hot" (Lil Wayne featuring Juvenile & B.G.)               | 72      | 24       | 27       | Tha Block Is Hot           |
| 1999 | "Bling Bling" (B.G. featuring Big Tymers, Lil Wayne, Turk, & Juvenile) | 36      | 13       | 10       | Chopper City in the Ghetto |
| 1999 | "Respect Us" (Lil Wayne featuring Juvenile)                            | —       | —        | —        | Tha Block Is Hot           |
| 2000 | "Number One Stunna" (Big Tymers featuring Juvenile & Lil Wayne)        | 105     | 24       | —        | I Got That Work            |
| 2003 | "What You Doin' Wit Dat" (NAAM Brigade featuring Juvenile)             | —       | 116      | —        | Early in the Game          |
| 2005 | "We Got That" (Coo Coo Cal featuring Juvenile)                         | —       | 75       | —        | Bez albumu                 |
| 2005 | "Boom" (Mario featuring Juvenile)                                      | —       | —        | —        | Turning Point              |
| 2008 | "Ya Heard Me" (B.G. featuring Trey Songz, Juvenile, & Lil Wayne)       | —       | —        | —        | Too Hood 2 Be Hollywood    |
| 2008 | "Pop It 4 Pimp" (Bun B featuring Juvenile & Webbie)                    | —       | 115      | —        | II Trill                   |